# Animal Armageddon
Animal Armageddon è una serie televisiva che si ispira alle più pericolose estinzioni di massa, mai avvenute nella storia del nostro pianeta, che misero a dura prova le creature che abitavano sul nostro pianeta da molti milioni di anni, ed, la maggior parte di loro sopravvisse adattandosi ed evolvendosi, ma le altre invece si estinsero durante quelle catastrofi.

## Puntate

### I raggi della morte (Death rays)
- 445/443 milioni di anni fa, Ordoviciano/Siluriano

Il primo episodio inizia mostrando la prima estinzione di massa del nostro pianeta, secondo una controversa teoria causata da un'esplosione di pericolosi raggi gamma. L'evento provocò enormi sconvolgimenti nella fauna marina (a quel tempo non esistevano forme di vita terrestri). Questa estinzione segnò la fine del regno degli invertebrati acquatici e l'inizio dell'era dei pesci, che in breve tempo si diffusero in tutte le acque del pianeta.
Animali comparsi
- Megalograpto
- Cameroceras
- Astraspis
- 'Pterygoto'
- Acantodii
- Apetocerato
- Isotelo

### L'inferno sulla Terra (Hell on Earth)
- 377/376 milioni di anni fa, Devoniano

In questo periodo vediamo che la vita è migliorata dopo gli avvenimenti causati dall'estinzione di massa avvenuta nell'episodio precedente. Tuttavia, un pennacchio vulcanico inizia ad eruttare segnalando l'inizio di una nuova estinzione di massa. Tra i quali un pesce gigante di nome Dunkleosteo e altri animali cominciano a fuggire per salvarsi la vita. In un'altra zona viene mostrato un gruppo di anfibi chiamati Tiktaalik che escono dall'acqua per sfuggire, a dei temibili pesci chiamati Eustenotteri. In quelle stesse acque un gruppo di piccoli pesci chiamati Materpiscis, cerca di sopravvivere dando alla luce dei piccoli vivi, ma nei successivi anni l'estinzione di massa causò una tremenda siccità, che ha ucciso molti di un genere di pesce chiamato Botriolepide; ed in questi stessi anni, gli alberi si sono seccati e indicando che anche la vegetazione si sta estinguendo facendo così morire la maggior parte dei Tiktaalik, ed a loro volta muore anche il mastodontico Dunkleosteo che si è estinto a causa della mancanza delle prede e del cannibalismo avvenuto tra la sua specie e per ultimo anche il Materpiscis si estinse. Alla fine dell'episodio viene mostrato di come poi la vita sia ricominciata velocemente nei milioni di anni successivi dello stesso periodo, ovvero il Devoniano, dove altri animali tra cui lo Euripteride, i Leonaspis e gli Acantodii hanno incominciato a prosperare in questi nuovi milioni di anni dello stesso periodo, dove alcune di queste creature come il Botriolepide sono sopravvissuti, ma che ora sono diventati la preda di un nuovo anfibio carnivoro chiamato Ittiostega, un lontano discendente del Tiktaalik.
Animali comparsi
- Dunkleosteo
- Botriolepide
- Tiktaalik
- Eustenottero
- Materpiscis
- Ittiostega
- Pterygoto
- Acantodii
- Leonaspis
- Ammonite
- Eterostraci

### La grande Morte (The great Dying)
- 250 milioni di anni fa, Permiano

L'episodio comincia mostrando che la Terra è diventata un posto tranquillo nel quale vi apparvero svariate specie di piante e animali che coesistono pacificamente.Tra di esse vi sono il Listrosauro, il feroce Gorgonopside, il possente Dicinodonte e il Trinaxodonte. Verso la fine del Permiano però le montagne della Siberia, (che durante quel periodo erano dei pericolosi vulcani), innescano un'esplosione di lava incandescente che spazzò via ogni cosa, coprendo tutta la Pangea in -48 ore, ciò preannuncia l'inizio di una nuova estinzione di massa, La Grande Morte. Ciò che tale estinzione causò seguito, fu una diminuzione dell'ossigeno che innescò un raffreddamento globale provocando il totale annientamento della flora (di cui si parla, ma non viene mostrato nell'episodio), con l'apparizione delle piogge acide anche la fauna terrestre insieme a quella marina, a stento, cercano di scampare alla morte, ma invano.
Al termine dell'estinzione di massa, il 75% degli animali terrestri come il possente Gorgonopside e il Dicinodonte, assieme al 96% degli animali marini come i Trilobiti e scorpioni marini si estinsero, senza lasciare eredi. I pochi sopravvissuti come il Listrosauro, il Trinassodonte e il Proterosuco (un coccodrillo carnivoro vissuto solo nel Triassico), riuscirono a cavarsela, insieme alle poche altre forme di vita marine e terrestri che, una volta ripresi, ripopolarono la Pangea in una nuova era (cioè il Triassico), ma con l'apparizione di nuove generazioni, come i Dinosauri, essi dovettero dar spazio a nuove generazioni che in futuro avrebbero assistito ad una nuova estinzione di massa, dalla quale dovranno evitare a qualsiasi costo l'estinzione totale della loro stirpe, per impedire che accadesse lo stesso destino a cui la fauna del Permiano, vi andò incontro sparendo per sempre. Dalla faccia della Terra.
Animali comparsi
- Listrosauro
- Sauroctonus (identificato come Gorgonopside)
- Trinaxodonte
- Proterosuco
- Dicinodonte
- Euripteride
- Trilobiti
- Acantodii

### La Strangolata (Strangled)
- 200 milioni di anni fa, Triassico/Giurassico

Dopo quasi 50 milioni di anni dalla più grande estinzione di massa di tutti i tempi, l'ecosistema del super continente Pangea tornò nuovamente ad essere ricco e florido. In questo mondo dominato dagli arcosauri, comparvero due specie destinate ad ereditare la Terra: i dinosauri ed i mammiferi, a quel tempo messi in ombra dai grandi rettili corazzati. Tuttavia, la divisione della Pangea fece iniziare una nuova estinzione di massa che fece cambiare le carte in tavola in modo drammatico. All'alba del Giurassico, i dinosauri si dimostrarono le creature più adattabili, iniziando il loro dominio e mettendo a loro volta in scacco gli altri sopravvissuti all'estinzione.
Animali comparsi
- Desmatosuco
- Staurikosauro
- Megazostrodonte
- Rutiodonte
- Eudimorfodonte
- Listrosauro
- Troodonte
- Tirannosauro Rex
- Triceratopo
- Purgatorius

### Giorno del giudizio/Panico nel Cielo (Doomsday/Panic in the Sky)
- 65 milioni di anni fa, Cretaceo/Paleogene

Dopo quasi 160 milioni di anni di dominio assoluto su tutto il pianeta gran parte della specie dei famosi Dinosauri come il Tirannosauro Rex, il cornuto Triceratopo, l'innocuo Adrosauro ed altri ancora con alcuni loro lontani cugini si estinsero a causa di un immenso asteroide schiantatosi nel Golfo del Messico che causò una delle più pericolose estinzioni di massa della storia del nostro pianeta, da cui solo pochi di loro vi si salvarono assieme agli antichi antenati di noi mammiferi come il Purgatorius che lentamente hanno ripopolato la terra in un mondo del tutto nuovo.
Animali comparsi
- Tirannosauro Rex
- Triceratopo
- Tarbosauro
- Protoceratopo
- Adrosauro
- Troodonte
- Mosasauro
- Deinosuco
- Alamosauro
- Velociraptor
- Quetzalcoatlo
- Purgatorius
- Ammonite
- Squalo

### Fuoco e Ghiaccio (Fire and Ice)
- 74.000/10.000 anni fa, Pleistocene/Olocene

L'episodio tratta della teoria della catastrofe di Toba, che quasi portò all'estinzione gli esseri umani. L'isola di Sumatra venne completamente distrutta dall'eruzione del supervulcano, mentre l'enorme quantità di ceneri sprigionata fece sentire i suoi effetti catastrofici anche nell'Asia continentale, in Vietnam ed in India. Il successivo inizio di una nuova era glaciale portò alla comparsa di nuove creature adattate al freddo, che divennero preda degli esseri umani sopravvissuti alla catastrofe.
Animali comparsi
- Elasmoterio
- Leopardo di Sumatra
- Gigantopiteco
- Puma gigante
- Stegodonte
- Leone delle caverne
- Mammut lanoso
- Homo sapiens antico

### La prossima estinzione (The Next of Exintction)
- Olocene

In quest'ultima puntata parliamo di che cosa potrebbe portare all'estinzione umana
Animali comparsi
- Umano
- Scarafaggio
- Ratto
- Falco
- Trinaxodonte
- Listrosauro
- Megazostrodonte
- Tirannosauro Rex
- Triceratopo

Nota: Alcuni animali preistorici degli episodi recenti fanno un cameo.